# Gob
Glasbena skupina Gob je kanadski pop punk band, ustanovljen leta 1994.

## Diskografija
- Self-Titled (1994)
- Too Late... No Friends (1995)
- Ass Seen on TV (1997)
- How Far Shallow Takes You (1998)
- World According to Gob (2001)
- F.U. EP (2002)
- Foot In Mouth Disease (2003)
- Muertos Vivos (2007)

## Zasedba
- Theo Goutzinakis - kitara in vokal
- Tom Thacker - kitara in vokal
- Tyson Maiko - bas kitara
- Gabe Mantle - bobni